# Siphona rubrica
Siphona rubrica là một loài ruồi trong họ Tachinidae.